# Michael Ameyaw
 (octobre 2024).
Michael Ameyaw, né le 16 septembre 2000 à Łódź, est un footballeur professionnel polonais qui évolue au poste de milieu offensif dans le club de Raków Częstochowa et dans l'équipe nationale de Pologne.

## Biographie

### Parcours junior
Ameyaw a commencé sa carrière au Żmuda Varsovie avant de rejoindre le Polonia Varsovie, où il est resté jusqu'en 2018, à l'exception de la saison 2013-14, au cours de laquelle il a joué pour le SEMP Ursynów,. En 2017, il est mis à l'essai par le club néerlandais de Feyenoord,.

### Parcours senior
Le 30 juin 2018, Ameyaw a signé un contrat de trois ans avec Widzew Łódź, un club de la II liga polonaise. Il a fait ses débuts le 21 juillet 2021, lors du premier match de la saison de championnat, en sortant du banc dans les dernières minutes d'une victoire 1-0 en championnat contre l'Olimpia Elbląg. Il fait sa première apparition en tant que titulaire le 13 octobre 2018 lors d'un match contre le Skra Częstochowa, remporté par Widzew 2-0. Il marque son premier but en club le 27 avril 2019 lors d'un match nul 1-1 contre Skra.
En 2020, il est prêté à Bytovia Bytów. Il y marque son premier but à la première minute de la victoire 1-3 à l'extérieur contre Błękitni Stargard le 17 juin 2020.
Le 20 mai 2021, Piast Gliwice a annoncé la signature d'Ameyaw sur un transfert libre, signant un contrat de trois ans. Il a fait ses débuts en Ekstraklasa le 25 juillet 2021 lors d'une défaite 2-3 contre Raków Częstochowa. Il a marqué son premier but en première division le 27 septembre 2021,, lors d'une défaite 2-4 contre Cracovia.
Le 6 septembre 2024, Ameyaw a signé un contrat de cinq ans avec Raków Częstochowa.

### Carrière internationale
Né en Pologne, Ameyaw est d'origine ghanéenne par son père et polonaise par sa mère. Il parle couramment le polonais. En septembre 2024, il a été appelé à représenter l'équipe nationale de Pologne pour une série de matches de la Ligue des nations de l'UEFA en octobre 2024. Il a fait ses débuts contre le Portugal au PGE Narodowy le 12 octobre, remplaçant Nicola Zalewski à la 76e minute d'une défaite 1-3.